# Битка код Чангше (1941—1942)
Трећа битка код Чангше (24. децембар 1941 — 15. јануар 1942) била је прва велика офанзива царских јапанских снага у Кини након јапанског напада на западне савезнике.
Офанзива је првобитно била намењена спречавању кинеских снага да појачају снаге Британског комонвелт нација ангажоване у Хонг Конгу. Генерал Анами је био бесан због кинеских тврдњи о његовом поразу у његовој офанзиви код Чангше од септембра до октобра 1941. године. Првобитна намера је била да покрене потисак са својом војском да подржи напад Двадесет треће армије на Хонг Конг. Требао је маневрисати својом војском са југа Hankou, источно од железничке пруге Hankou-Canton, око 19 миља, и стићи до реке Милуо. Генерал Анами није послушао наређења Царског штаба и маневрисао је својом војском 22 миље до Чангше.
Главне снаге Анамија састојале су се од 27 пешадијских батаљона, 10 артиљеријских батаљона и једне артиљеријске јединице.

## Напад
Јапанци су започели борбена дејства 24. децембра, предњачећи 6. и 40. дивизију. Јапанске снаге су у почетку пресекле кинеске бранитеље. До 29. децембра, верујући да је град „неадекватно одбрањен“, Анами је одлучио да заузме град. Починио је своју 3. и 6. дивизију и његове снаге биле су изненађене када су се сусреле са жестоким противљењем. Његова 3. дивизија продрла је на југоисточну страну града, али није се више покретала. Једанаеста армија је 4. јануара заузела „све важне тачке града“, али им је претила опасност да буду окружени контранападима Кинеза.

## Резултат
Са могућношчу да буде опкољена, Једанаеста армија наредила је повлачење 4. јануара. Јединице су такође имале мало муниције и хране. Повлачење снага одбранило је напад девет армија и преко 20 кинеских дивизија. Неке јапанске јединице, попут одреда од 200 људи из 9. независне мешовите бригаде, биле су готово у потпуности уништене (само један преживели). 
Офанзива је резултирала неуспехом за Јапанце, јер су кинеске снаге могле да их намаме у замку и опколе. Након претрпљених великих губитака, јапанске снаге биле су приморане да изврше опште повлачење. 